# Phil Jordon
Philip Jordon, detto Phil (Lakeport, 12 settembre 1933 – Sumner, 7 giugno 1965), è stato un cestista statunitense, professionista nella NBA.

## Carriera
Venne selezionato dai Minneapolis Lakers al sesto giro del Draft NBA 1956 (42ª scelta assoluta).